# 圣司提反教堂 (德里)

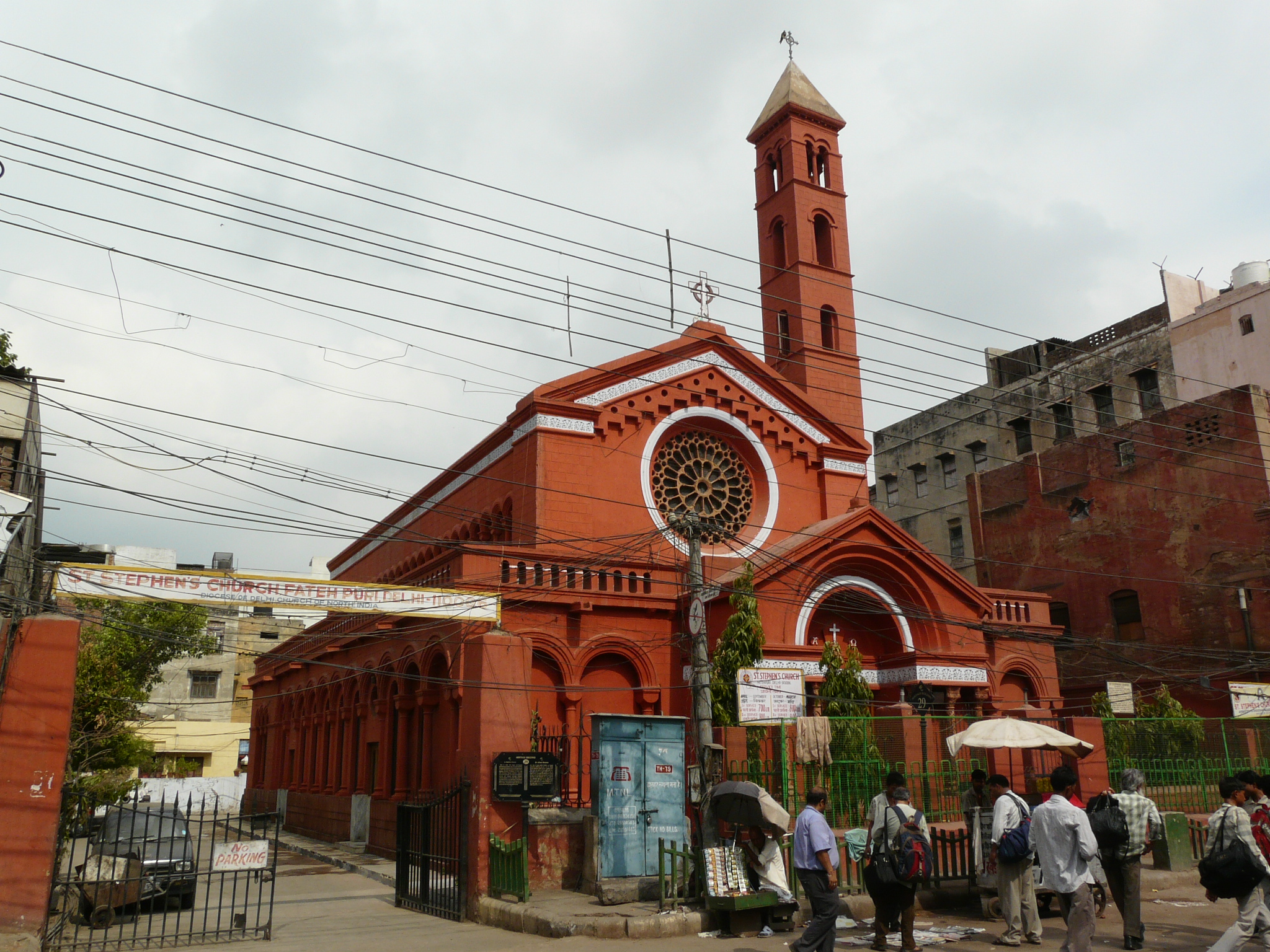
圣司提反教堂

圣司提反教堂（St. Stephen Church）座落在德里的Church Mission Road。这座教堂由英国圣公会差会 (SPG)的传教士和殖民当局兴建于1862年。现在属于北印度教会德里教区。

圣司提反教堂附设有著名的圣司提反学院和医院。圣司提反学院现在是德里大学的一部分。

## 建筑
这座教堂是典型的意大利哥特复兴式建筑，深受罗曼式建筑的影响。除了其华丽的墙壁和天花板之外，这座教堂还有一个特别之处，就是德里独有的玫瑰窗的玻璃花窗。教堂的拱形窗户让阳光照亮内部。内部装饰华丽，有成排雕刻精美的砂岩柱子。
教堂的颜色据说是象征第一位基督教殉道者、该市的主保圣人司提反的血，也是象征印度第一位基督教殉道者的血，他在1857年印度民族起义中在德里被杀。 

### 引用
1. ↑  .   [2011-06-24]. （原始内容存档于2011-06-10）.